# قبریاب

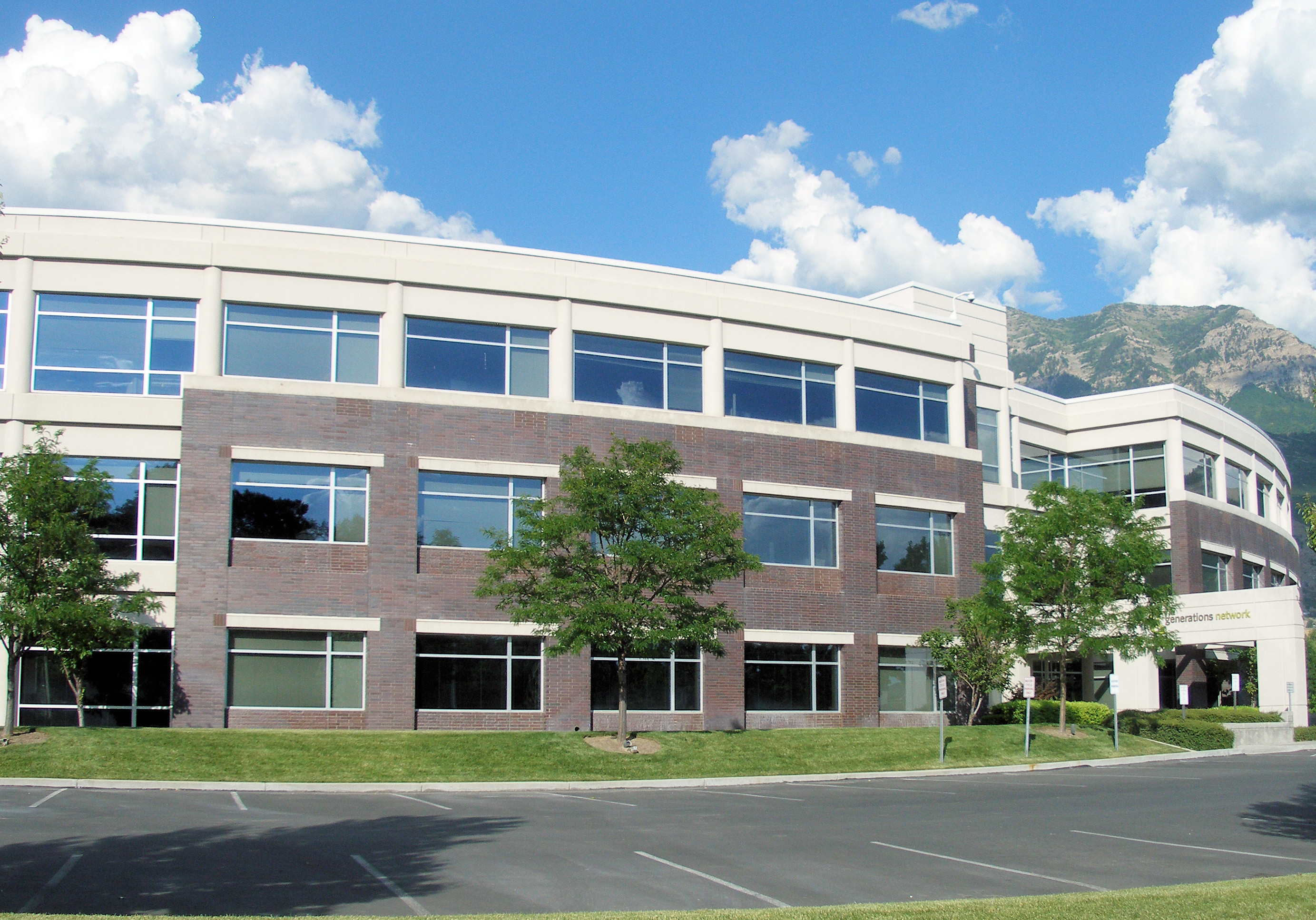
دفتر مرکزی فعلی قبریاب در پروو

قبریاب (انگلیسی: Find a Grave) نام یک وب‌گاه تجاری است که به عمومِ مردم اجازه می‌دهد به پایگاه داده‌های مربوط به قبور و مکان دفن و همچنین زمان تولد، زمان مرگ و چگونگی مرگ افراد مشهور دسترسی داشته باشند و خودشان نیز بتواند اطلاعات جدید به آن بیفزایند. در این پایگاه، موقعیت مکانی دقیق بسیاری از قبرها، با استفاده از گوگل مپس و سامانه موقعیت‌یاب جهانی ارائه شده است.
این وب‌گاه در سال ۱۹۹۵ توسط «جیم تیپتون» که ساکن سالت‌لیک‌سیتی بود، راه‌اندازی شد. پیش از برپایی این وب‌گاه، یکی از علاقه‌مندی‌های وی آن بود که مقبره‌های شخصیت‌های مشهور را بازدید کند.
در سال ۲۰۱۳ میلادی، وب‌گاه «انسستری» (به انگلیسی: Ancestry.com) این پایگاه اطلاعاتی را خرید.
تا تاریخ آوریل ۲۰۱۶، این وب‌گاه شامل بیش از ۱۴۳ میلیون پروندهٔ سوابق دفن و ۷۵ میلیون عکس از سراسر جهان بود.